# Verchnie Kotly
Verchnie Kotly (in russo Верхние Котлы?) è una stazione dell'anello centrale di Mosca. Inaugurata nel settembre 2016, la stazione è situata tra i quartieri di Nagornyj e Donskoj. A circa un chilometro dalla stazione si trova la stazione di Nagatinskaja, posta lungo la linea 9 della metropolitana di Mosca. Nel 2018, la stazione era utilizzata da circa 13.000 passeggeri al giorno.